# Narodna skupština Armenije
Narodna skupština (arm. Հայաստանի Հանրապետության Ազգային ժողով, transkr. Hayastani Hanrapetyut'yan Azgayin zhoghov odn. Azgajin žoġov) je jednodomno zakonodavno tijelo i zakonodavna vlast u Armeniji. Čini ju najmanje 101, a najviše 200 zastupnika izravno biranih na petogodišnji mandat.
Utemeljilo ju je Armensko narodno vijeće Proglasom neovisnosti 1918. pod nazivom Khorhurd (arm. Խորհուրդ). Nakon parlamentarnih izbora 1918. ustrojeno je s osamdesetero zastupnika te je djelovalo do priključenja dotad neovisne Armenije u sastav Sovjetskoga Saveza. U dvogodišnjem razdoblju neovisnosti prevladavajuću većinu u Skupštini držali su socijalisti i narodnjaci.  Za razdoblja Armenske SSR (1936. – 1991.) pseudoparlamentarnu ulogu obnašalo je Vrhovno vijeće Armenije, sve do raspada SSSR-a. Usvajanjem armenskoga Ustava 1995. obnovljena je Narodna skupština.

## Vanjske poveznice
- Službene stranice  Arhivirana inačica izvorne stranice od 7. siječnja 2022. (Wayback Machine)